# William Poromaa
Bengt William Poromaa (ur. 23 grudnia 2000 w Malmberget) – szwedzki biegacz narciarski, trzykrotny medalista mistrzostw świata.

## Kariera
Po raz pierwszy na arenie międzynarodowej pojawił się 19 listopada 2016 roku w Bruksvallarnie, gdzie w zawodach juniorskich zajął 21. miejsce w biegu na 10 km techniką klasyczną. W 2019 roku wystąpił na mistrzostwach świata juniorów w Lahti, gdzie był między innymi szósty w sztafecie i dziewiąty w biegu na 30 km stylem klasycznym. Podczas rozgrywanych rok później mistrzostw świata juniorów w Oberwiesenthal najwyższą pozycję wywalczył na dystansie 30 km stylem dowolnym, który ukończył na dziewiątej pozycji. Brał też udział w mistrzostwach świata młodzieżowców w Vuokatti w 2021 roku, gdzie był czwarty w biegu na 15 km stylem dowolnym.
W Pucharze Świata zadebiutował 17 marca 2019 roku w Trondheim, zajmując 55. miejsce w biegu na 15 km stylem dowolnym. Pierwsze pucharowe punkty wywalczył 28 listopada 2020 roku w Ruce, zajmując 15. miejsce w biegu na 15 km klasykiem. Na podium zawodów tego cyklu pierwszy raz stanął 27 lutego 2022 roku w Lahti, kończąc bieg na 15 km stylem klasycznym na trzeciej pozycji. Wyprzedzili go jedynie Iivo Niskanen z Finlandii i Norweg Johannes Høsflot Klæbo.
Wystartował na mistrzostwach świata w Oberstdorfie w 2021 roku, gdzie razem z kolegami z reprezentacji zajął czwarte miejsce w sztafecie. W pozostałych startach był dziewiąty w biegu na 15 km stylem dowolnym i biegu łączonym oraz dwunasty na dystansie 50 km techniką klasyczną. Rok później, podczas igrzysk olimpijskich w Pekinie był czwarty w sztafecie i sprincie drużynowym. W startach indywidualnych zajmował szóste miejsce w biegu łączonym, dziewiąte w biegu na 50 km stylem dowolnym i dziesiąte w biegu na 15 km klasykiem.
Jego rodzice, Larry Poromaa i Anette Fanqvist także reprezentowali Szwecję w biegach narciarskich.

## Osiągnięcia

### Igrzyska olimpijskie
| Miejsce | Dzień     | Rok  | Miejscowość | Konkurencja                        | Czas biegu | Strata  | Zwyciężczyni                |
| ------- | --------- | ---- | ----------- | ---------------------------------- | ---------- | ------- | --------------------------- |
| 6.      | 6 lutego  | 2022 | Zhangjiakou | 30 km bieg łączony                 | 1:16:09,8  | +2:53,9 | Aleksandr Bolszunow         |
| 10.     | 11 lutego | 2022 | Zhangjiakou | 15 km stylem klasycznym            | 37:54,8    | +1:41,7 | Iivo Niskanen               |
| 4.      | 13 lutego | 2022 | Zhangjiakou | bieg sztafetowy 4 x 10 km          | 1:54:50,7  | +2:09,7 | Rosyjski Komitet Olimpijski |
| 4.      | 16 lutego | 2022 | Zhangjiakou | Sprint drużynowy stylem klasycznym | 19:22,99   | +15,06  | Norwegia                    |
| 9.      | 19 lutego | 2022 | Zhangjiakou | 50 (28,4) km stylem dowolnym       | 1:11:32,7  | +56,4   | Aleksandr Bolszunow         |

### Mistrzostwa świata
| Miejsce | Dzień     | Rok  | Miejscowość | Konkurencja                            | Czas biegu | Strata  | Zwycięzca              |
| ------- | --------- | ---- | ----------- | -------------------------------------- | ---------- | ------- | ---------------------- |
| 9.      | 27 lutego | 2021 | Oberstdorf  | 30 km bieg łączony                     | 1:11:33,9  | +2:00,4 | Aleksandr Bolszunow    |
| 9.      | 3 marca   | 2021 | Oberstdorf  | 15 km stylem dowolnym                  | 33:48,7    | +1:02,7 | Hans Christer Holund   |
| 4.      | 5 marca   | 2021 | Oberstdorf  | bieg sztafetowy 4×10 km                | 1:52:39,0  | +1:16,5 | Norwegia               |
| 12.     | 7 marca   | 2021 | Oberstdorf  | 50 km stylem klasycznym                | 2:10:52,9  | +1:47,2 | Emil Iversen           |
| 5.      | 24 lutego | 2023 | Planica     | 30 km bieg łączony                     | 1:09:40,3  | +46,4   | Simen Hegstad Krüger   |
| 5.      | 1 marca   | 2023 | Planica     | 15 km stylem dowolnym                  | 32:17,4    | +48,9   | Simen Hegstad Krüger   |
| 6.      | 3 marca   | 2023 | Planica     | bieg sztafetowy 4×10 km                | 1:33:54,5  | +1:36,7 | Norwegia               |
| 3.      | 5 marca   | 2023 | Planica     | 50 km stylem klasycznym (start masowy) | 2:01:30,2  | +1,2    | Pål Golberg            |
| 8.      | 1 marca   | 2025 | Trondheim   | 20 km bieg łączony                     | 44:22,3    | +2,8    | Johannes Høsflot Klæbo |
| 6.      | 4 marca   | 2025 | Trondheim   | 10 km stylem klasycznym                | 28:16,6    | +15,3   | Johannes Høsflot Klæbo |
| 3.      | 6 marca   | 2025 | Trondheim   | Bieg sztafetowy 4×7,5 km               | 1:08:13,7  | +21,8   | Norwegia               |
| 2.      | 8 marca   | 2025 | Trondheim   | 50 km stylem dowolnym (start masowy)   | 1:57:47,1  | +2,1    | Johannes Høsflot Klæbo |

### Mistrzostwa świata juniorów
| Miejsce | Dzień       | Rok  | Miejscowość    | Konkurs                                | Wynik     | Strata  | Zwycięzca              |
| ------- | ----------- | ---- | -------------- | -------------------------------------- | --------- | ------- | ---------------------- |
| 21.     | 20 stycznia | 2019 | Lahti          | Sprint stylem klasycznym               | 3:26,33   | –       | Aleksandr Tierientjew  |
| 10.     | 22 stycznia | 2019 | Lahti          | 10 km stylem dowolnym                  | 22:34,9   | +54,9   | Jules Chappaz          |
| 9.      | 24 stycznia | 2019 | Lahti          | 30 km stylem klasycznym (start masowy) | 1:15:16,7 | +7,9    | Luca Del Fabbro        |
| 6.      | 26 stycznia | 2019 | Lahti          | bieg sztafetowy 4×5 km                 | 45:34,7   | +41,8   | Stany Zjednoczone      |
| 33.     | 29 lutego   | 2020 | Oberwiesenthal | Sprint stylem dowolnym                 | 2:33,44   | -       | Ansgar Evensen         |
| 19.     | 2 marca     | 2020 | Oberwiesenthal | 10 km stylem klasycznym                | 26:31,7   | +1:17,5 | Gus Schumacher         |
| 9.      | 4 marca     | 2020 | Oberwiesenthal | 30 km stylem dowolnym (start masowy)   | 1:13:39,0 | +2:22,5 | Iver Tildheim Andersen |
| 12.     | 6 marca     | 2020 | Oberwiesenthal | bieg sztafetowy 4×5 km                 | 54:54,9   | +3:38,1 | Stany Zjednoczone      |

### Mistrzostwa świata młodzieżowców (do lat 23)
| Miejsce | Dzień     | Rok  | Miejscowość | Konkurencja           | Czas biegu | Strata | Zwycięzca    |
| ------- | --------- | ---- | ----------- | --------------------- | ---------- | ------ | ------------ |
| 4.      | 12 lutego | 2021 | Vuokatti    | 15 km stylem dowolnym | 35:27,6    | +20,9  | Hugo Lapalus |

### Puchar Świata

#### Miejsca w klasyfikacji generalnej
| Sezon     | Miejsce |
| --------- | ------- |
| 2020/2021 | 35.     |
| 2021/2022 | 35.     |
| 2022/2023 | 13.     |
| 2023/2024 | 14.     |
| 2024/2025 | 15.     |

#### Miejsca na podium w zawodach indywidualnych chronologicznie
| Nr | Dzień       | Rok  | Miejscowość | Konkurencja                            | Czas biegu | Strata | Miejsce | Zwycięzca               |
| -- | ----------- | ---- | ----------- | -------------------------------------- | ---------- | ------ | ------- | ----------------------- |
| 1. | 27 lutego   | 2022 | Lahti       | 15 km stylem klasycznym                | 33:06,5    | +18,0  | 3.      | Iivo Niskanen           |
| 2. | 27 stycznia | 2023 | Les Rousses | 10 km stylem dowolnym                  | 21:26,5    | +17,9  | 3.      | Harald Østberg Amundsen |
| 3. | 29 stycznia | 2023 | Les Rousses | 20 km stylem klasycznym (start masowy) | 49:29,1    | +1,3   | 3.      | Johannes Høsflot Klæbo  |
| 4. | 26 marca    | 2023 | Lahti       | 20 km stylem klasycznym                | 44:13,0    | +6,0   | 3.      | Johannes Høsflot Klæbo  |
| 5. | 19 stycznia | 2025 | Les Rousses | 20 km stylem klasycznym (start masowy) | 51:43,1    | -      | 1.      | -                       |
| 6. | 15 marca    | 2025 | Oslo        | 20 km stylem klasycznym                | 43:34,0    | +51,2  | 2.      | Martin Løwstrøm Nyenget |

#### Miejsca na podium w etapach chronologicznie
| Nr | Dzień      | Rok  | Miejscowość   | Zawody      | Konkurencja                            | Czas biegu | Strata | Miejsce | Zwycięzca   |
| -- | ---------- | ---- | ------------- | ----------- | -------------------------------------- | ---------- | ------ | ------- | ----------- |
| 1. | 6 stycznia | 2024 | Val di Fiemme | Tour de Ski | 15 km stylem klasycznym (start masowy) | 50:50,6    | +0,9   | 2.      | Erik Valnes |